# Marco Minucio Rufo (pretor)
Marco Minucio Rufo (en latín, Marcus Minucius Rufus) fue un político romano del siglo II a. C.

## Carrera política
Ocupó el cargo de pretor peregrino en el año 197 a. C. A finales de 194 a. C. fue elegido uno de los triunviros, para un periodo de tres años, comisionados para fundar una colonia romana en Vibo, en territorio de los brucios, según una propuesta iniciada por el tribuno de la plebe Quinto Elio Tuberón. Al año siguiente formó parte de la embajada enviada a África para dirimir una disputa territorial entre númidas y cartagineses.